# Ana Mirallès
Vous lisez un « bon article » labellisé en 2019.
Ana Miralles (orthographié Mirallès en français) est une illustratrice et auteure de bande dessinée espagnole née le 16 décembre 1959 à Madrid. Elle est notamment connue pour son traitement érotique et réaliste de sujets mettant en scène des femmes indépendantes au caractère fort, bien que ses œuvres relèvent de genres différents.
Elle commence sa carrière en 1982, exerçant pour différents périodiques, puis publie son premier album en 1990. Son œuvre la plus connue est la série Djinn, scénarisée par Jean Dufaux. Elle a dessiné d'autres ouvrages, comme Eva Medusa, À la recherche de la licorne, Mano en mano, Waluk et Muraqqa'. Au cours de sa carrière, elle reçoit plusieurs distinctions culturelles à l'international.

## Biographie

### Formation et influences
Ana Mirallès naît le 16 décembre 1959 à Madrid. En 1977, à l'époque où elle s'inscrit dans l'enseignement supérieur, il n'existe pas en Espagne de formation spécialisée en bande dessinée et elle étudie les beaux-arts, jusqu'en 1982 ; elle se spécialise en peinture. Dans ses œuvres, elle utilise principalement aquarelle, gouache et huile, ainsi que le pastel. Elle reçoit également une formation en sculpture pendant un an. Dans les années 1980, l'Espagne vient de traverser quarante années sous la férule de Francisco Franco et la presse reflète une profonde évolution culturelle. Les bandes dessinées pour adultes captent l'attention du grand public,.
En termes d'influences, Mirallès dit admirer Hal Foster (notamment Prince Vaillant) et Corto Maltese d'Hugo Pratt. Au second rang se trouvent Tintin d'Hergé, Astérix de René Goscinny et Albert Uderzo ainsi que les artistes Mœbius, Posy Simmonds, Gilbert Shelton, François Bourgeon, Beà, Guido Crepax, José Muñoz, Carlos Sampayo, Sento (Vicente Llobell Bisbal), Jiro Taniguchi, Claire Bretécher, Carlos Giménez et Lorenzo Mattotti. Parmi les peintres, elle apprécie les Flamands comme Brueghel l'ancien, Hieronymus Bosch ainsi que Rubens, Velázquez, Egon Schiele, Gustav Klimt, Joaquín Sorolla, Pinazo, Mariano Fortuny, Georges Braque, Ilya Repin et Goyō Hashiguchi.
Sur le plan de la couleur, Mirallès déclare son admiration pour Joaquín Sorolla y Bastida, notamment son traitement de la lumière.

### Débuts professionnels
Après son diplôme, Mirallès est illustratrice, pendant une dizaine d'années, pour les maisons d'édition espagnoles Gregal, Teide et Bromera, travaillant pour des institutions locales et des éditeurs d'ouvrages pour la jeunesse. Elle se fait connaître à travers une exposition organisée par Radio 3 en 1982. En parallèle, elle exerce de plus en plus dans le 9e art et sa première narration, en 1982, paraît dans le magazine de bande dessinée pour adultes Rambla. Il s'agit d'un récit de quatre planches, qui entraîne la surprise du lectorat, peu habitué à voir une femme auteur. Elle collabore à plusieurs périodiques : Marca Acme, Fantasia Fallera, Trock de Bak, les éditions espagnoles de Vogue et Marie Claire, ainsi que la revue pour la jeunesse française Je Bouquine et Madriz, qui publie en 1985 son œuvre Bares de todo el mundo.

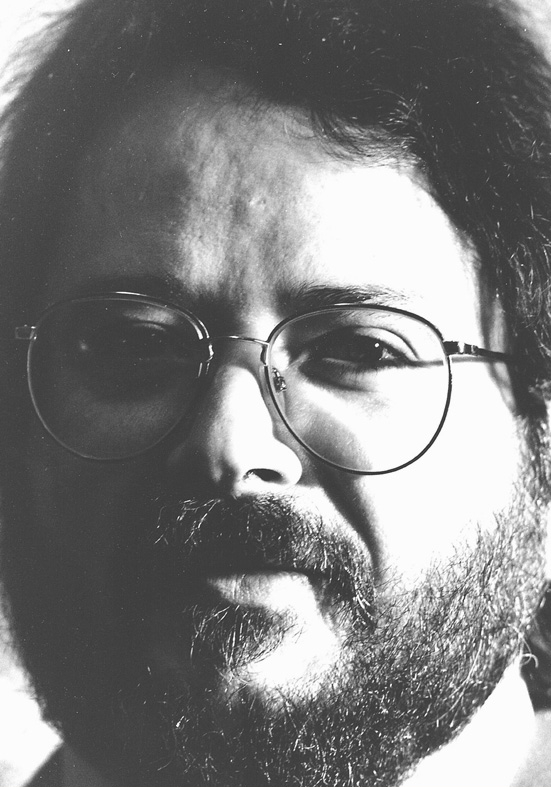
Antonio Segura.

En 1987 ou 1988 avec le scénariste Antonio Segura, elle signe un one shot : Marruecos, mon amour, publié dans la revue Cairo. Son premier album en noir et blanc, El Brillo de una Mirada écrit par son compagnon Emilio Ruiz, sort en 1990 chez l'éditeur espagnol La General, dans la collection Papel Mojado. Cette histoire érotique est par la suite mise en couleur par l'éditeur Casset et paraît en France sous le titre Corps à corps en 1993 chez Glénat, dans la collection Éros ; aux États-Unis, le titre est Hand to hand.

### Eva Medusa
Mirallès et Segura se rendent au Festival international de la bande dessinée d'Angoulême, où ils constatent combien le marché franco-belge leur est favorable et où ils établissent des contacts. Cette expérience donne lieu à sa série comique, la trilogie Eva Medusa, qui met en scène « une héroïne vénéneuse au charme vaudou » dans le Brésil des années 1920, Segura assurant le scénario ; les volumes sont publiés entre 1991 et 1994 par Glénat dans la collection Grafica. L'œuvre vaut aux auteurs deux prix Haxtur : celui de la meilleure histoire longue et celui du finaliste ayant reçu le plus de votes. C'est cette œuvre qui permet à Mirallès de se faire connaître en Europe, plus particulièrement en France.
En 1996, l'éditeur espagnol Midon collecte plusieurs histoires complètes de l'artiste, les publiant dans un volume intitulé Dossier A.M..

### À la recherche de la licorne

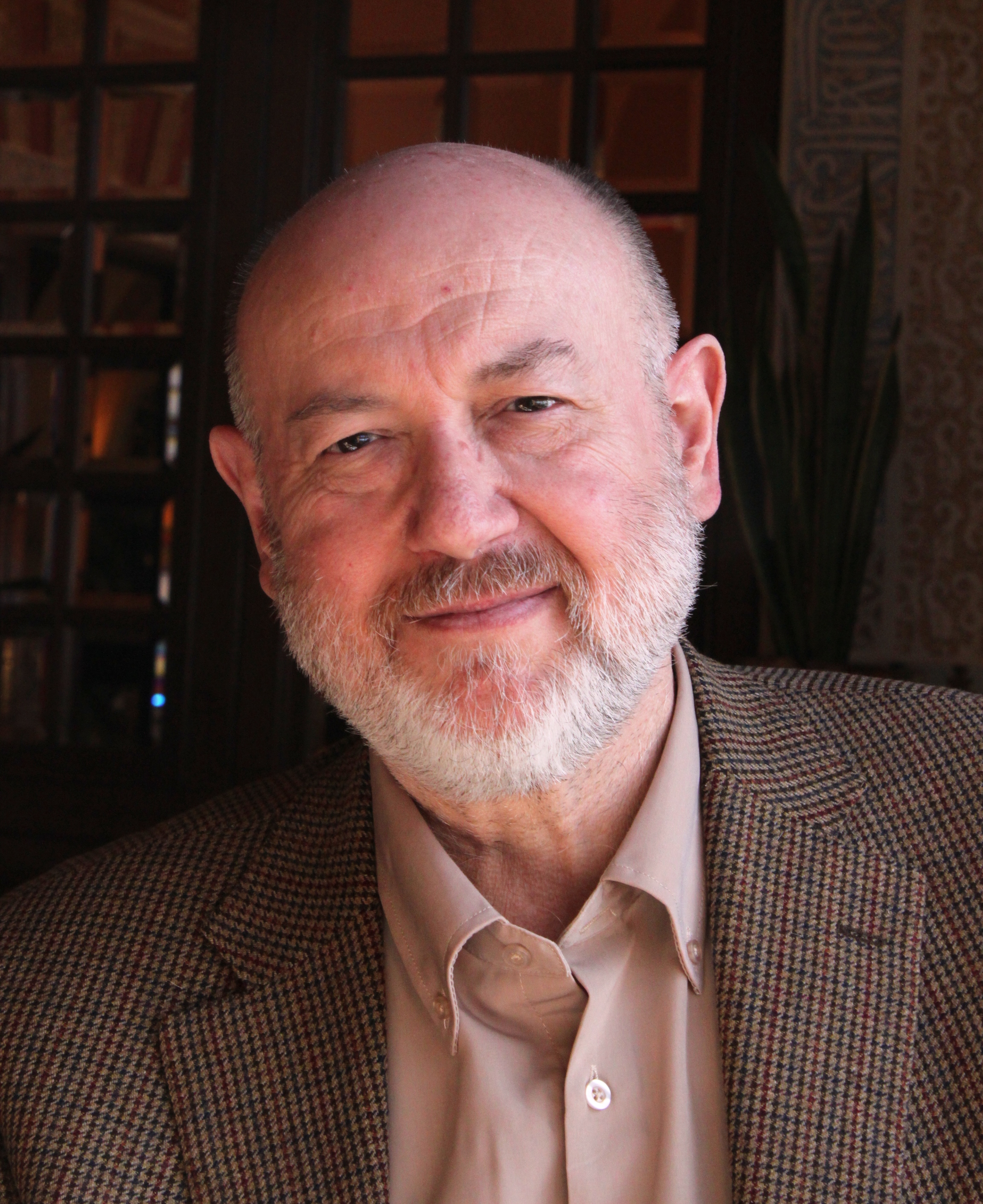
Juan Eslava.

Mirallès et Ruiz s'associent pour adapter un roman à succès de l'écrivain et historien espagnol Juan Eslava Galán (es) : À la recherche de la Licorne (es), œuvre lauréate du prix Planeta. L'intrigue met en scène le roi Henri IV de Castille qui, pour remédier à son impuissance sexuelle, envoie un certain Juan de Olid avec des soldats chercher une licorne ; pour attirer l'animal légendaire, la troupe armée est accompagnée d'une jeune aristocrate vierge dans une « quête aventurière et tragique » durant vingt ans. Juan Eslava Galán donne son accord préalable à cette adaptation et les deux artistes lui soumettent leur travail afin que leur ouvrage soit aussi fidèle que possible. Ce mentorat enseigne à Mirallès le sens de la précision pour les détails du décor, les vêtements, afin que chaque image véhicule une information, sans effets gratuits. Pour le traitement graphique, l'artiste s'inspire principalement de la peinture flamande du dix-huitième siècle. Ce processus de création prend trois ans et les éditions Glénat publient le résultat de cette collaboration dans la collection Vécu en trois volumes, de 1997 à 1999. Les auteurs trouvent cette édition peu satisfaisante. La trilogie passe relativement inaperçue jusqu'à ce que Dargaud rachète les droits pour proposer une intégrale en 2008, une version corrigée et augmentée par Mirallès et Ruiz.

### Djinn
Ana Mirallès rencontre Jean Dufaux, scénariste de bande dessinée, à la fête des 30 ans de la maison d'édition Glénat (fondée en 1969), à Grenoble. Dufaux, qui apprécie les travaux de Mirallès, en particulier pour la sensualité de son style et son talent de coloriste, souhaite écrire sur les harems et confier le dessin à une femme car il avait « peur des clichés machos ». En 2001, tous deux créent Djinn, série mettant en scène des enjeux de pouvoir politique et de séduction au XXe siècle à travers les destins croisés de Jade (favorite d'un sultan ottoman), Lord et Lady Nelson d'une part et, d'autre part, la petite-fille de Jade, Kim Nelson, qui enquête sur les traces de son aïeule à la recherche d'un trésor. Les cycles de la saga se déroulent en Turquie, en Afrique subsaharienne et en Inde. Le choix de ces thèmes reflète la volonté des auteurs d'aborder les enjeux du colonialisme et du racisme,. Le scénariste et la dessinatrice entament parfois un débat durant le processus de création. En effet, bien que Mirallès soit séduite par l'idée que lui soumet Dufaux, elle éprouve des réticences à mettre en scène des femmes dans un harem, estimant néanmoins que son trait apportera « la complicité d'un regard féminin » afin d'éviter les clichés ; le volume deux, Les 30 clochettes, lui inspire un certain malaise par sa « symbolique de la soumission sexuelle » et des discussions ont lieu sur certains personnages. La dessinatrice choisit de lui faire confiance sur la vision d'ensemble de la série.

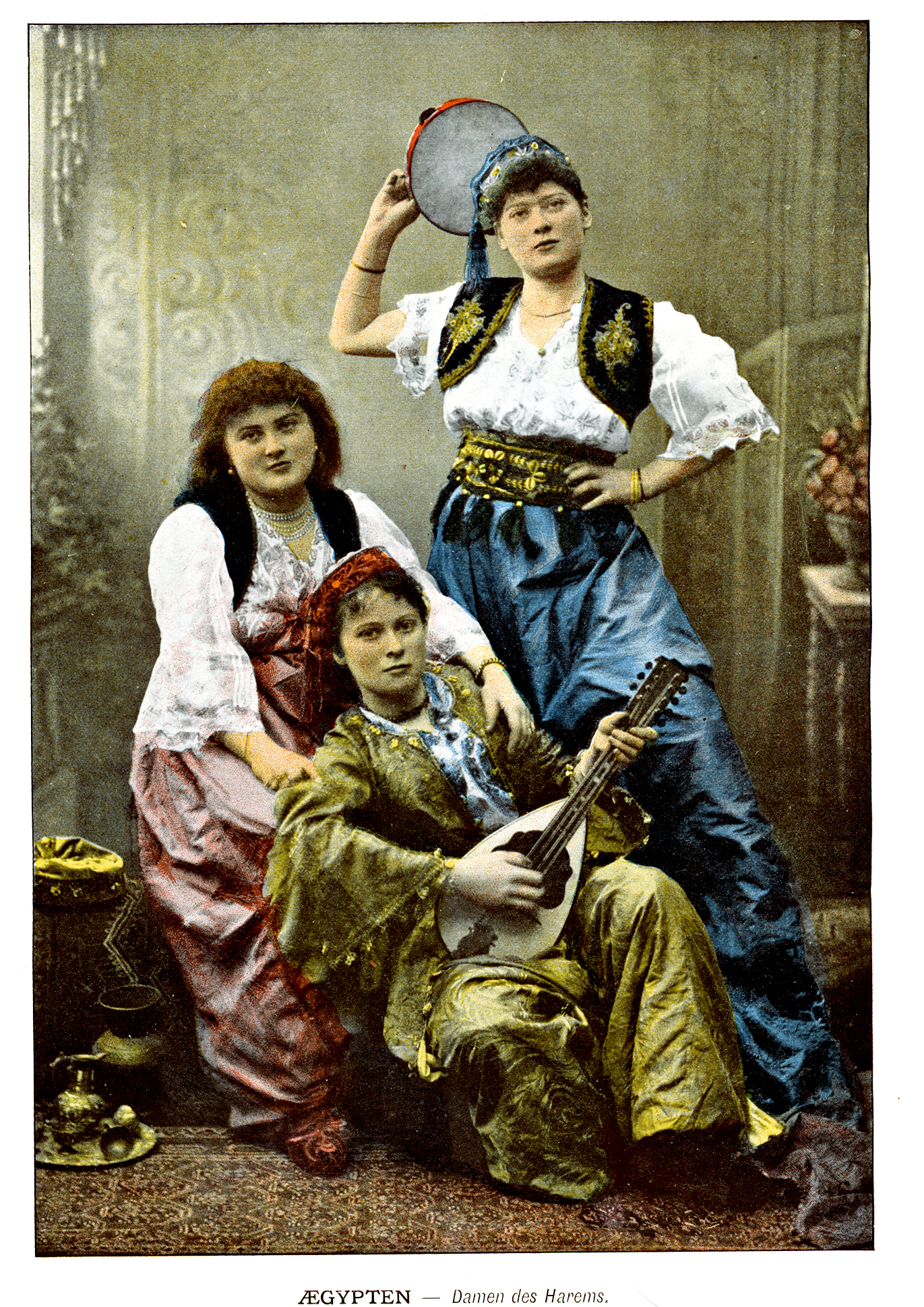
Harem en Égypte au XIXe siècle.

Les deux artistes se documentent, Mirallès étudiant par exemple les lieux, la culture, les décors, costumes, tatouages et ustensiles appelés à figurer dans les albums. Elle constate, non sans surprise, que certaines femmes préféraient la vie en harem à une liberté dans un monde violent, dangereux pour elles. Pour la dessinatrice, le défi consiste à traduire aussi bien l'atmosphère que les caractères respectifs des protagonistes. Mirallès « n'utilise l'informatique que pour dimensionner les bulles et les textes » : elle procède au pinceau pour le dessin, en couleur directe à l'aquarelle. Pour le cycle ottoman, elle puise son inspiration dans des miniatures. Pour le cycle Africa, Dufaux ne souhaitant pas ancrer le récit dans un pays particulier, l'artiste mélange plusieurs références (tatouages, masques africains…), ce qui fait appel à son inventivité. Mirallès vivant en Espagne et Dufaux en Belgique, tous deux communiquent à distance. Le premier volume, La Favorite, reçoit le prix Bédéis Causa au Québec en 2002. Le second, Les 30 clochettes, vaut aux auteurs le prix de la presse en 2002 lors de la remise des prix Saint-Michel à Bruxelles. Plusieurs auteurs soulignent que Mirallès réussit l'exercice délicat de transcrire la sensualité sans tomber dans la sexualité caricaturale, : Djinn se construit par un « érotisme élégant et feutré ». Dans l'ensemble, la qualité des couvertures remporte l'adhésion des critiques et des lecteurs, à tel point que l'éditeur propose trois couvertures différentes de l'album Pipiktu. Afin de présenter leurs travaux d'analyse sur Djinn, les auteurs livrent trois hors-série : Ce qui est caché en 2004, Notes sur Africa en 2009 et Le Cœur de Djinn en 2016. La dessinatrice constate que, si une grande partie du lectorat de cette œuvre est masculin, de plus en plus de femmes se reconnaissent dans les héroïnes. Le treizième volume paraît en 2016, signant la fin de la saga. Djinn représente en France le meilleur succès public et critique de Mirallès. L'œuvre devient rapidement un classique. La série compte en 2018 un million d'exemplaires vendus en France et à l'international. Elle est traduite en allemand, anglais, croate, espagnol, italien, néerlandais, polonais, portugais et turc.

### Mano en mano
En parallèle à la série Djinn, Mirallès et Ruiz créent le roman graphique Mano en mano, publié en 2008 par Dargaud. Le héros de l'histoire est un billet de banque de 20 euros passant de main en main dans une ville espagnole contemporaine, servant des causes morales ou immorales selon les personnages, autant de portraits croisés donnant l'occasion de brosser les comportements humains ; ce « conte philosophique » traduit le regard amusé des auteurs sur « la complexité de nos rapports sociaux ». Les couleurs sont assurées par Ruiz à l'aide d'outils informatiques. Mirallès emploie, selon BoDoï, « un graphisme plus libre et délié » que dans Djinn, pour mettre en image un propos plutôt original. Toutefois, l'ouvrage reçoit un accueil partagé : si certaines chroniques font part d'un accueil favorable,,, d'autres émettent des réserves sur le traitement narratif et esthétique,.

### Waluk
Sur un scénario de son compagnon Ruiz, Mirallès dessine Waluk, album publié chez Delcourt en 2011, en format à l'italienne. Cet ouvrage tout public raconte la vie d’un jeune ourson abandonné par sa mère et recueilli par un vieil ours. Les thèmes du récit sont l'écologie, « l’aide intergénérationnelle, l’amitié et l’altruisme », sur un ton d'« humour tendre ». Mirallès adopte un trait épuré pour cette narration. L'accueil critique est favorable dans la presse bédéphile (comme BoDoï, Actua BD, BDZoom, BD Gest', Planète BD) ; le livre fait partie de la sélection officielle d'Angoulême en 2012 dans la catégorie jeunesse, il est nommé au festival BD Boum de Blois dans la catégorie « Prix Ligue de l’enseignement pour le jeune public » (6-9 ans). Le volume paraît en Espagne, aux États-Unis, au Brésil, en Italie et en France. Deux autres tomes sont prévus.

### Muraqqa’
Mirallès, pour dessiner Djinn, se documente sur les harems. Constatant que ces institutions ont existé non seulement dans les pays méditerranéens mais également en Inde et en Chine, elle est frappée par la peinture perse et moghole et elle approfondit cette thématique pour son compte, indépendamment de Djinn. Ruiz et Mirallès élaborent une nouvelle série, Muraqqa’, dont le premier volume, Vêtue par le ciel, paraît en 2011 chez 12 bis. Prévue en quatre tomes, la narration met en scène Priti, « une femme artiste à la cour du roi » moghol Jahangir au XVIIe siècle, qui entre dans le zenana pour créer, à la demande de la souveraine, une série de miniatures représentant la vie quotidienne : un muraqqa'. Dans ce récit aux accents féministes, les auteurs dépeignent les femmes en situation de pouvoir, instruites, indépendantes et agissant sur la vie politique. Néanmoins, l'accueil critique est partagé : ActuaLitté émet une chronique positive mais Tout en BD accueille froidement le scénario ainsi que l'esthétique, trop proches de Djinn. Si la qualité du dessin est signalée sur Actua BD, l'intrigue ne remporte pas une adhésion unanime : le chroniqueur Thierry Lemaire admire le scénario, mais Charles-Louis Detournay espère que la suite sera plus dynamique. L'éditeur 12bis, ayant fait faillite, est racheté par Glénat. Mirallès ne souhaitant pas collaborer avec ce dernier, la série est ajournée.

### Succès international

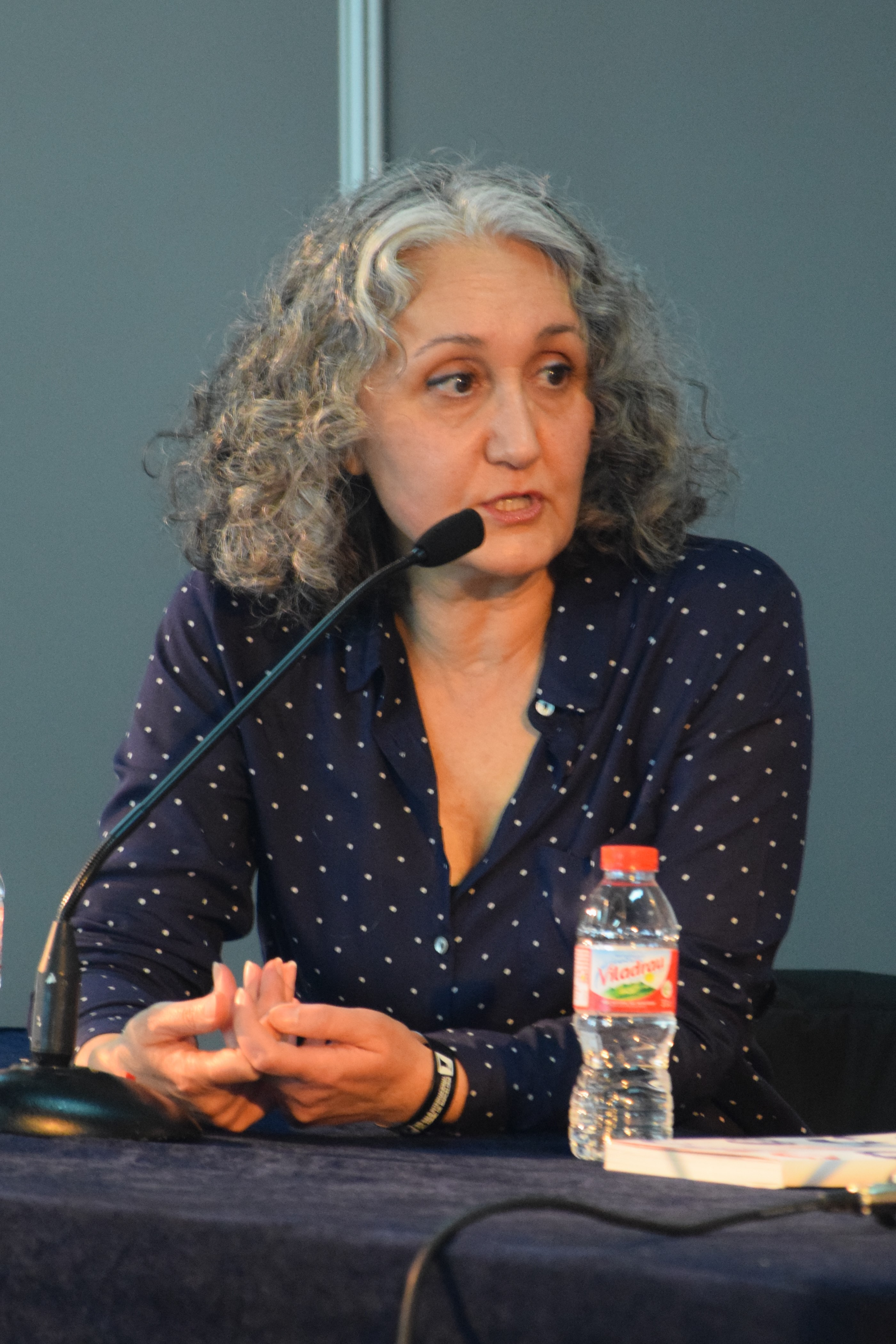
Ana Mirallès en 2017.

Ana Mirallès reçoit au cours de sa carrière plusieurs prix culturels récompensant son travail. En juin 2009, elle devient la première femme à remporter le « Gran Premio del Salón » au Festival de la BD de Barcelone (la plus haute distinction nationale). Par ailleurs, ses œuvres font l'objet de plusieurs ventes aux enchères, qui montrent sa cote élevée sur le marché : en 2018, BFMTV la cite comme l'une des artistes de BD les mieux cotées et les couvertures originales de Djinn atteignent des montants significatifs. D'ailleurs, l'éditeur n'ayant pu choisir parmi les propositions de l'artiste pour Pipiktu (Djinn, volume 7), l'album paraît sous trois couvertures différentes au même prix, ce qui conduit des collectionneurs à acquérir les trois versions à la fois.

## Esthétique du féminisme
Dans Le Dictionnaire mondial de la bande dessinée, Patrick Gaumer estime qu'Ana Mirallès, dans un style sensuel et réaliste, emploie « un trait souple, rehaussé de couleurs chaudes ».
De ses lectures de jeunesse, l'artiste retient les carences en matière de bande dessinée au féminin : les auteures sont rares et les acteurs du 9e art donnent aux femmes le second rôle, celui de la fiancée du héros principal, « toujours dépendantes du héros, physiquement et psychiquement ». Mirallès, au contraire, dépeint « des femmes fortes, avec du caractère, qui se débrouillent seules », voire dotées d'un esprit dur. Le choix de représenter des personnages attirants reflète des stéréotypes sociaux, car cet attribut favorise les opportunités pour les femmes ; en outre, les lecteurs potentiels décident en quelques secondes s'ils vont acquérir un ouvrage, ce qui oblige à forcer le trait.
Ne croyant pas à une spécificité de genre en matière d'expression, Mirallès s'amuse des éditeurs qui soulignent la « sensibilité » ou la « délicatesse du trait » des artistes féminines car les dessinateurs masculins font preuve des mêmes qualités. Par ailleurs, elle constate l'évolution dans le domaine de la bande dessinée : dans les années 1980, les rares femmes qui s'investissent dans ce secteur doivent adopter un discours féministe, tandis que dans la décennie 2010, les femmes se sont emparées de ce média, dans tous les genres. L'artiste y voit le reflet des changements sociaux : « Le rôle de la femme a évolué dans la société comme dans la bande dessinée. Elle est devenue un protagoniste majeur ».

## Œuvres

### Albums de bande dessinée
- Eva Medusa (scénario d’Antonio Segura, Glénat, collection « Grafica »)
  1. Toi, le venin (1991)  (ISBN 2-7234-1292-X)
  2. Toi, le désir (1993)  (ISBN 2-7234-1455-8)
  3. Toi, l’amour (1994)  (ISBN 2-7234-1745-X)
- Corps à corps (scénario d’Emilio Ruiz, Glénat, collection « Eros », 1993)  (ISBN 2-7234-1464-7)
- À la recherche de la licorne (scénario d’Emilio Ruiz, Glénat, collection « Vécu »)
  1. La Blessure et le Baume (1997)  (ISBN 2-7234-2331-X)
  2. Les Forgerons blancs (1998)  (ISBN 2-7234-2333-6)
  3. Finis Africæ (1999)  (ISBN 2-7234-2334-4)
  4. Intégrale (version corrigée et augmentée), Dargaud, 2008  (ISBN 978-2-505-00384-7)
- Selen t. 17 : Corps à corps (scénario d’Emilio Ruiz, Vents d’Ouest, 1999[46].
- Djinn (scénario de Jean Dufaux, Dargaud)
  1. La Favorite (2001)  (ISBN 2-87129-346-5)
  2. Les 30 Clochettes (2002)  (ISBN 2-87129-451-8)
  3. Le Tatouage (2003)  (ISBN 2-87129-542-5)
  4. Le Trésor (2004)  (ISBN 2-87129-674-X)

Hors-série : Ce qui est caché (2004)  (ISBN 2-87129-682-0)
  1.  Africa (2005) 
  2. La Perle noire (2006)  (ISBN 2-505-00017-4)
  3. Pipiktu (2007)  (ISBN 978-2-505-00138-6)
  4. Fièvres (2008)  (ISBN 978-2-505-00463-9)
  5. Le Roi gorille (2009)  (ISBN 978-2-505-00463-9)

Hors-série : Notes sur Africa (2009)  (ISBN 978-2-505-00736-4)
  1.  Le Pavillon des plaisirs (2010)  (ISBN 978-2-505-00972-6)
  2. Une jeunesse éternelle (2012)  (ISBN 978-2-505-01148-4)
  3. Un honneur retrouvé (2014)  (ISBN 978-2-505-06170-0)
  4. Kim Nelson (2016)  (ISBN 978-2-505-06353-7)

Hors-série : Le Cœur de Djinn (2016)  (ISBN 978-2-505-06745-0)
- Mano en mano (coscénario et couleurs d’Emilio Ruiz, Dargaud, 2008)  (ISBN 978-2-505-00349-6)
- Waluk (scénario d’Emilio Ruiz, Delcourt collection « Jeunesse », 2011)  (ISBN 978-2-7560-2860-6)
- Muraqqa’ (scénario d’Emilio Ruiz, 12 bis)
  1. Vêtue par le ciel (2011)  (ISBN 978-2-356-48316-4)

### Recueils d’illustrations
1. Ana Miralles : Carnet d’auteur (Snorgleux, 2012)
2. Ana Miralles : Carnet d’auteur II (Snorgleux, 2013)

## Prix et distinctions
- 1993 : prix Haxtur (Espagne) de la meilleure histoire longue et prix du finaliste ayant reçu le plus de votes pour Eva Medusa (avec Antonio Segura)
  - nommée au prix Haxtur du meilleur dessin pour Eva Medusa
- 2002 : 
  - prix Saint-Michel (Belgique) de la presse pour Les 30 Clochettes (Djinn, t. 2), avec Jean Dufaux
  - prix Bédéis Causa (Canada) pour La Favorite, avec Jean Dufaux
- 2003 : prix Haxtur de la meilleure couverture pour Djinn, t. 1 : La Favorite
- 2009 : « Gran Premio del Salón » au Festival de la BD de Barcelone
- 2011 : prix du meilleur dessin animé réaliste décerné par le journal Diario de Avisos (Espagne)[7].